# Coatepec, Ixtapaluca
Coatepec är en ort i Mexiko, tillhörande Ixtapaluca kommun i delstaten Mexiko. Coatepec ligger i den centrala delen av landet och tillhör Mexico Citys storstadsområde. Orten hade 8 841 invånare vid folkmätningen 2010. Coatepec är belägen i norra delen av kommunen, på västra sidan av Monte Tlálocs sluttningar. Några stadsdelar i Coatepec är Tetítla, Rosa de Castilla, Lomas de Coatepec, Independencia och San Juan.